# Ghaghara
De Ghaghara, Gogra of Karnali (Hindi: घाघरा, Ghāgharā, IPA: [ˈɡʱɑːɡrɑː]; Nepali: कर्णाली, Karṇālī, IPA: [kʌrˈnɑːliː]) is een zijrivier van de Ganges, die door Tibet, Nepal en de Indiase deelstaten Uttar Pradesh en Bihar stroomt. De Ghaghara ontspringt op de hoogvlakte ten noorden van de Himalaya, om dat gebergte vervolgens naar het zuiden toe te doorsnijden. In de Noord-Indiase laagvlakte stroomt de rivier naar het zuidoosten om bij Doriganj in de Ganges uit te monden.

## Verloop
De Ghaghara ontspringt niet ver van het Manasarovarmeer in het zuiden van Tibet, uit de gletsjers op de flanken van de Gurla Mandhata. Vanaf de Tibetaanse hoogvlakte volgt ze de eerste 50 km een relatief breed dal naar het zuiden, langs de plaats Burang. Dit gebied ligt in de regenschaduw van de Grote Himalaya en heeft daarom een semi-aride klimaat en weinig vegetatie. De rivier passeert de Nepalese grens ten zuiden van Khorchag Gönpa. Vanaf daar slingert de Ghaghara, die in Nepal Karnali genoemd wordt, 80 km in oostelijke tot zuidoostelijke richting door de Himalaya, tussen de Nalakankar Himal in het noordoosten en de Gurans Himal in het zuidwesten. Het dal is vaak smal en behoort tot de meest afgelegen delen van Nepal. De bestuurlijke zone in het noordwesten van Nepal heet naar de rivier ook Karnali.
Vanaf Simikot stroomt de Karnali ongeveer 100 km naar het zuidwesten, tot in de omgeving van Shatala, waar ze met een serie bochten door de Mahabharat Lekh breekt. Vanuit het noordwesten voegt hier de Seti, een zijrivier, zich bij de Karnali. Bij Chisapani verlaat de Karnali de Churiaheuvels, om de Indiase vlakte te bereiken. De rivier splitst zich en beide takken stromen naar het zuiden, om zich aan de andere kant van de Indiase grens weer samen te voegen.
Tussen Bahraich en Laharpur, ongeveer 80 km ten zuiden van de grens, komt vanuit het westen de Kali in de Gharghara uit. Nog 70 km verder naar het zuiden, ten noordoosten van Lucknow, gaat de Ghaghara geleidelijk meer naar het westen stromen. De laatste 360 km stroomt ze in westzuidwestelijke richting, langs Faizabad, Tanda en Chillupar om bij Chapra in de Ganges uit te komen.
- Gemeinsame Normdatei: 4253433-1
- Virtual International Authority File: 236011383